# Карл Рапан
Карл Рапан (Беч, 26. септембар 1905 — Берн, 2. јануар 1996) био је аустријски репрезентативац, тренер, савезни капитен, педагог, фудбалски стручњак и стратег.
Већину свог живота је провео у Швајцарској, иако је пореклом Аустријанац. Познат је по усавршавању вероу система игре.
Основао је Рапан куп, а циљ овог такмичења је био да се у „мртвој сезони” задржи активност, да клубови провере нове играче и уиграју своје саставе и да стекну извесно међународно искуство. Куп се одржава и до данашњих дана, под називом Интертото куп.

## Каријера као играча
Родио се Бечу, где је као тинејџер играо за клуб Донау Беч. Године 1924, је почео да игра за бечки клуб Вакер где је играо четири године. За то време је био изабран да игра за аустријску репрезентацију. Потом је играо једну сезону у бечком фудбалском клубу Аустрија, а затим и једну сезону у бечком Рапиду, са којим осваја Митропа куп 1930.
Након тога се преселио у Швајцарску и 1931. године почео да игра за Сервет. За аустријску репрезентацију одиграо је пет утакмица.

## Тренерска каријера
Године 1935, је отпочео каријеру као фудбалски тренер у Грасхоперу из Цириха. Циришким клубом је руководио до 1948. године и с њим је пет пута тријумфовао у националном првенству и пет пута освајао трофеј Купа Швајцарске.
Између 1948. и 1957. је био тренер у ФК Сервет са којим је једном освојио трофеј на домаћем првенству и једном Куп Швајцарске. Једну сезону 1958-1959. био је тренер ФК Цирих.
Као селектор репрезентације Швајцарске (1937—1975) три пута је учествовао на светским првенствима (1938, 1950, 1962).
Као тренер је био изузетно успешан и био је један од најцењенијих европских стручњака у своје време. Усавршио је швајцарски „вероу” систем игре. То је био први систем који је постављао четири играча у одбрани од којих је један био иза преостала три играча. Таква формација је обезбеђивала да Рапанова последња линија увек има играча више од навалног реда ривала. Последица таквог распореда играча је, међутим, био недостатак играча на средини терена.
Карл Рапан је предводио репрезентацију Швајцарске на 77 међународних утакмица, при чему је забележио 29 победа.
Клупско такмичење, претеча данашњег Интертото купа имало је првобитни назив „Рапан куп”, по његовом имену. Карл Рапан је био главни покретач акције да се ово такмичење оснује 1961. године. Као признање његовом стваралаштву, прелазни трофеј, статуа голмана у акцији, изливена у бронзи, добио је његово име и био је уручиван победницима до 1966. године.